# Кекенгоф
52°16′08″ пн. ш. 4°32′50″ сх. д. / 52.268889° пн. ш. 4.547222° сх. д.

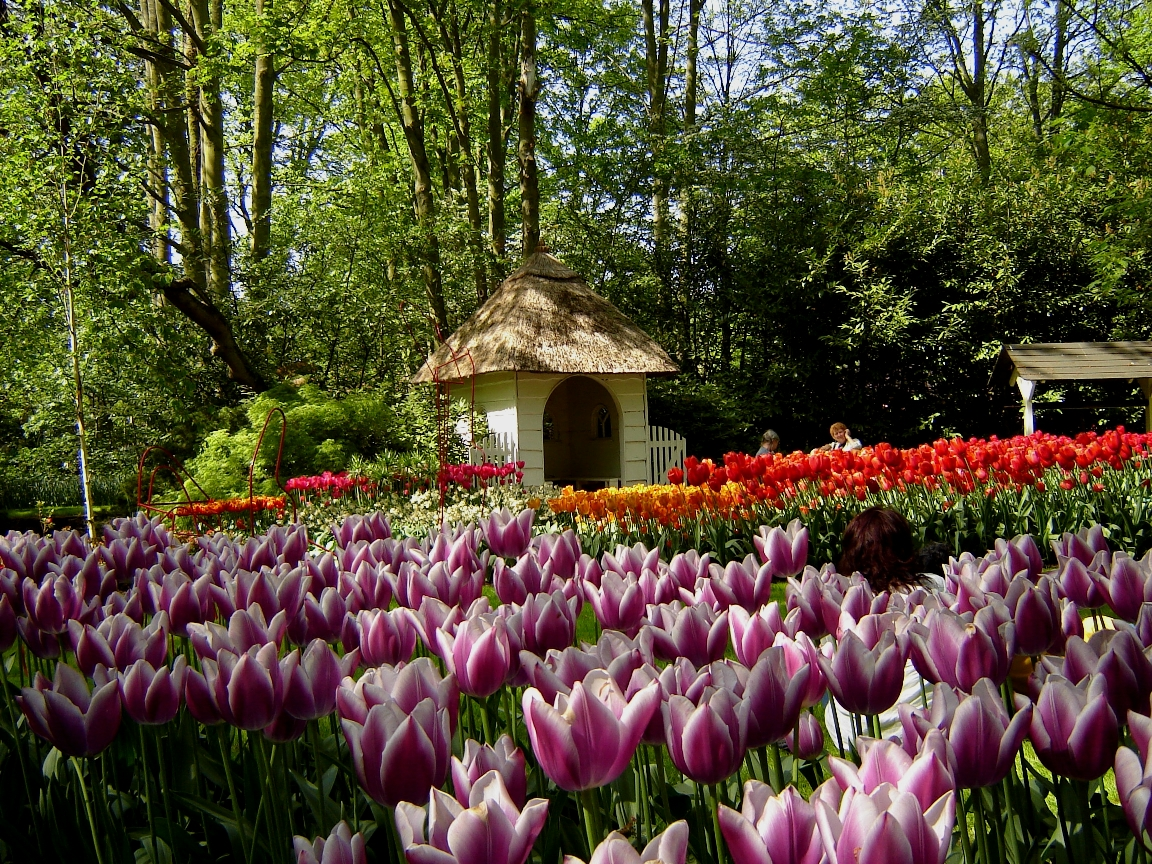
Тюльпановий сад Кекенгоф

Кекенгоф (нід. Keukenhof [køːkə (n) ˌɦɔf] — кухонний парк) — королівський парк квітів у Нідерландах. Також відомий під назвою Сад Європи (англ. Garden of Europe). Розташований майже на самому узбережжі між Амстердамом і Гаагою в невеликому містечку Ліссе (нід. Lisse), при під'їзді до якого повсюди є покажчики маршруту на Кекенгоф.
Сад Кекенгоф, розташований на 32 гектарах землі, знаменитий своїми квітами і великими тюльпановими галявинами. У парку посаджено 4,5 мільйона тюльпанів 100 різних різновидів. Тут три оранжереї: з тюльпанами, золотими нарцисами і пишним бузком в одній, червоними трояндами в інший і орхідеями в третій.
Парк щорічно відкривається для відвідувачів приблизно з 20-х чисел березня до 20-х чисел травня. Наприкінці квітня там проходить парад квітів «Bloemencorso Bollenstreek» — процесія різних композицій, складених з квітів.
1840 року парк спроєктували ландшафтні архітектори Зохери, які свого часу спроєктували розбивку Вонделпарка в Амстердамі. Вперше виставка квітів у Кекенгофі пройшла в 1949 році з ініціативи бургомістра міста Ліссе пана Ламбоя. Тепер Кекенгоф щорічно відвідують понад 800 тисяч туристів з різних країн.

## Доходи
Кекенгоф не отримує державних субсидій. Доходи отримують від продажу квитків та ліцензій на харчові продукти і напої. 2019 року було 1.5 млн відвідувачів і дохід Кекенгофа склав 25 мільйонів євро. 2020 року через пандемію коронавірусу 2019—2020 років і закриття для її стримування парк був закритий із 21 березня по 10 травня, що обійшлося йому приблизно в 25 мільйонів доларів втрат в доходах.

## Галерея

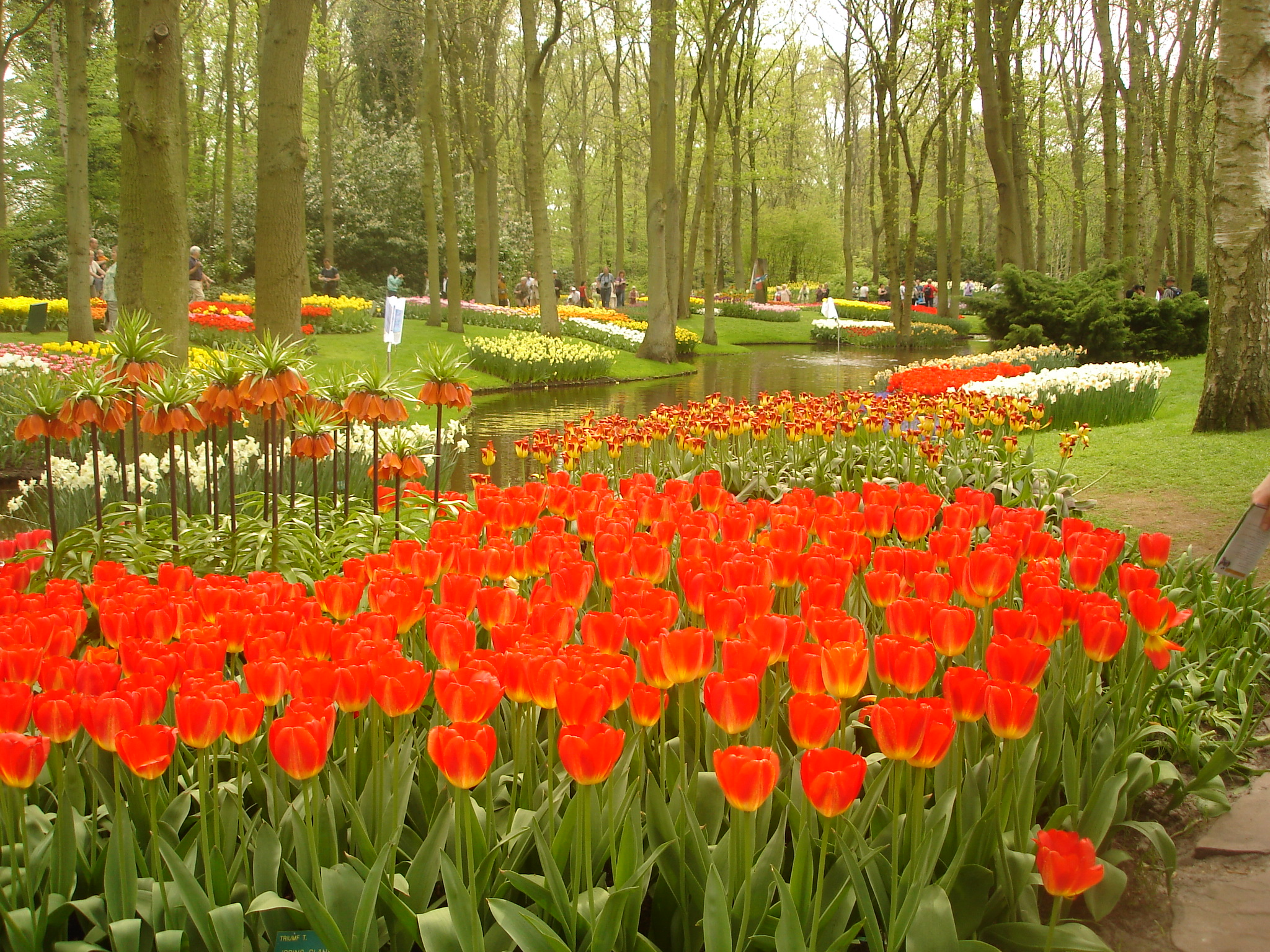
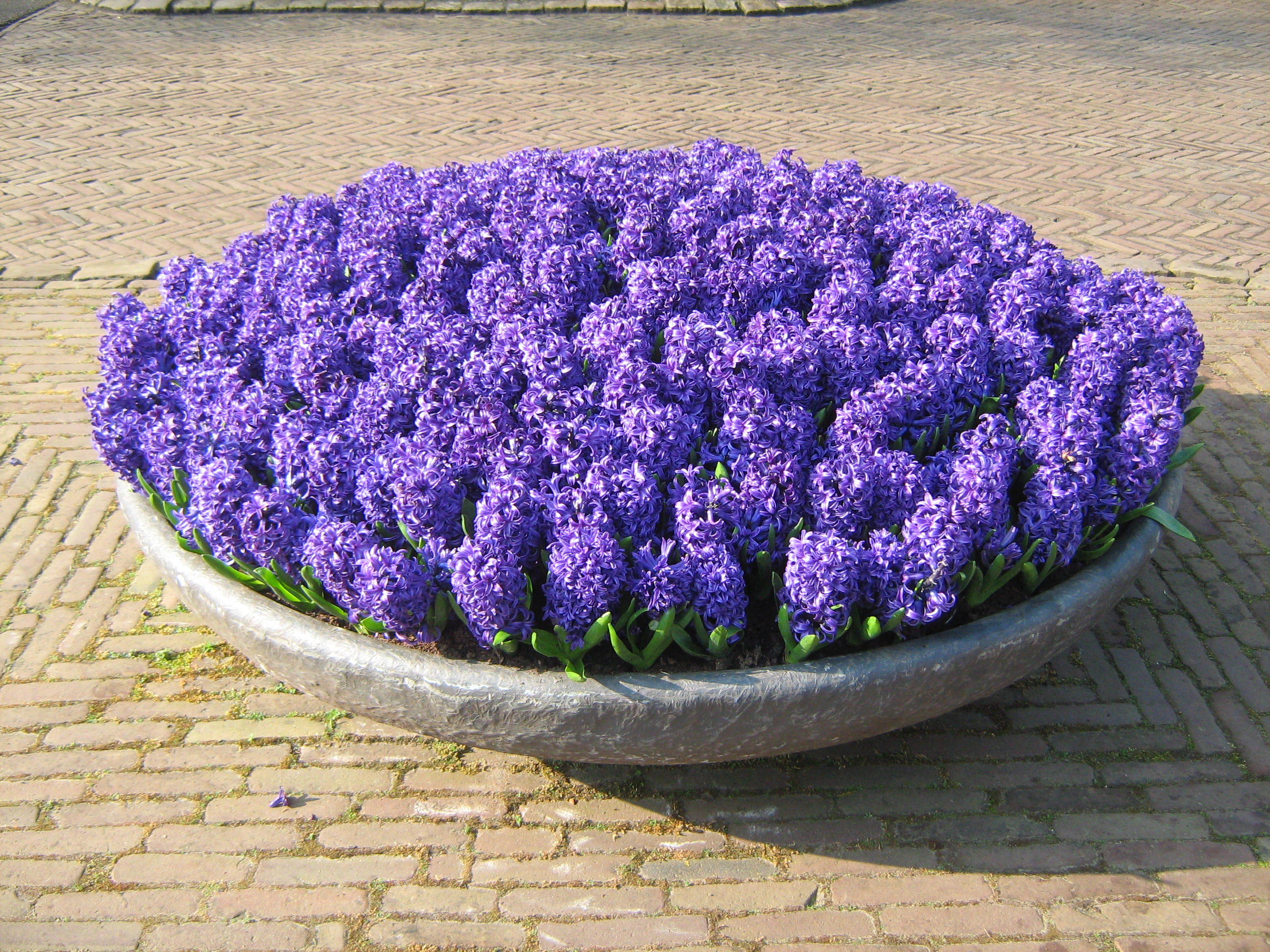
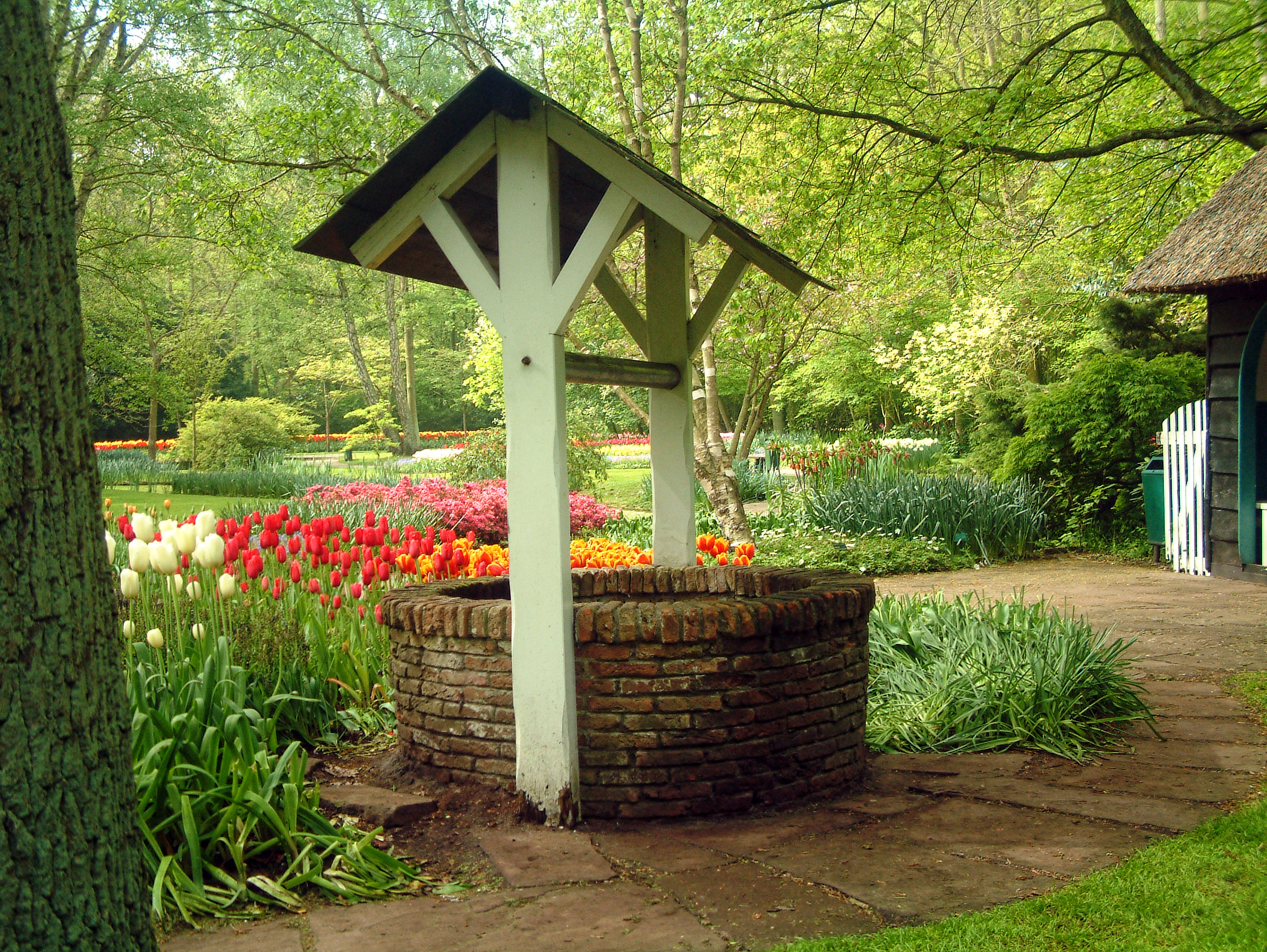
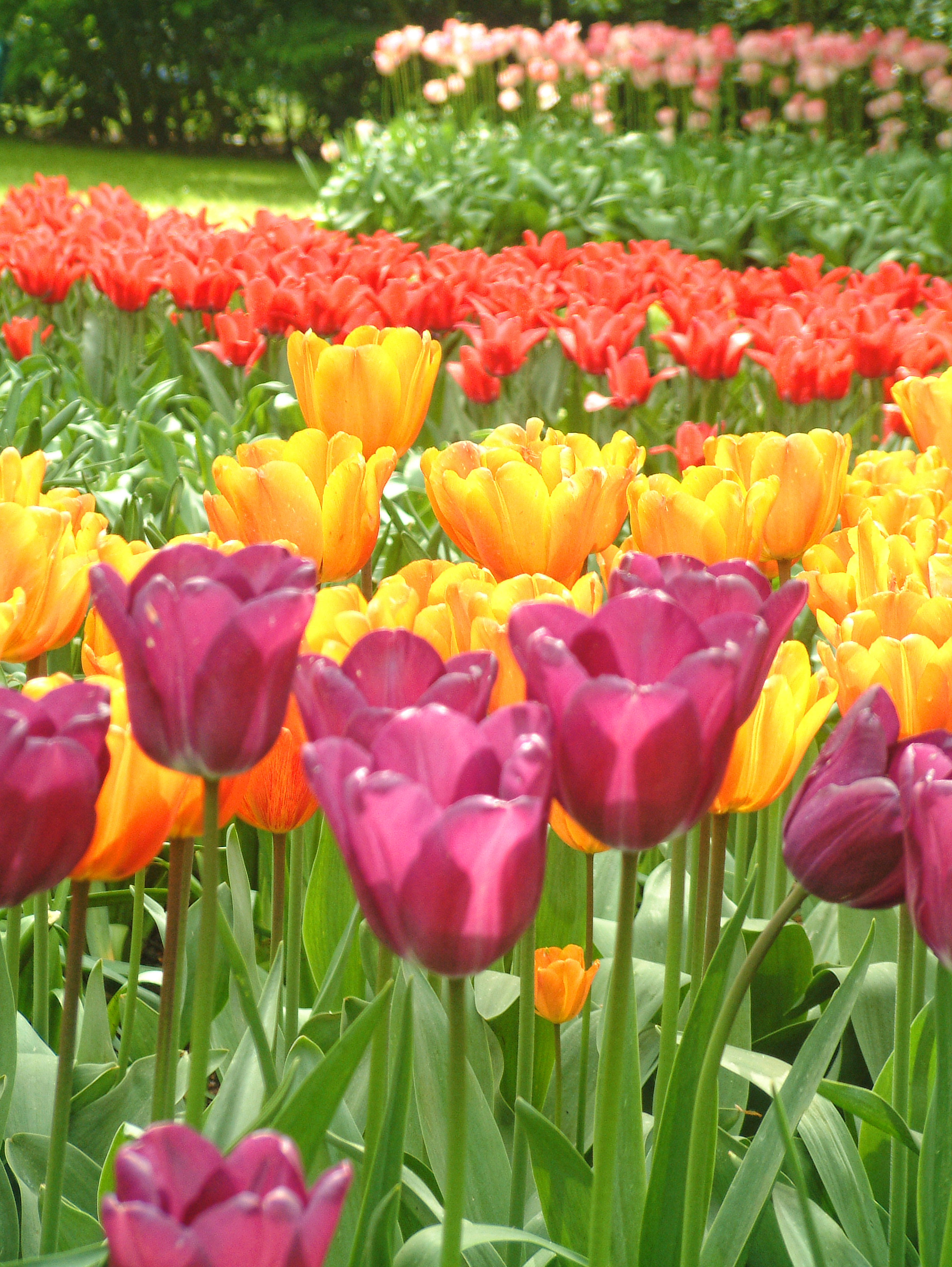
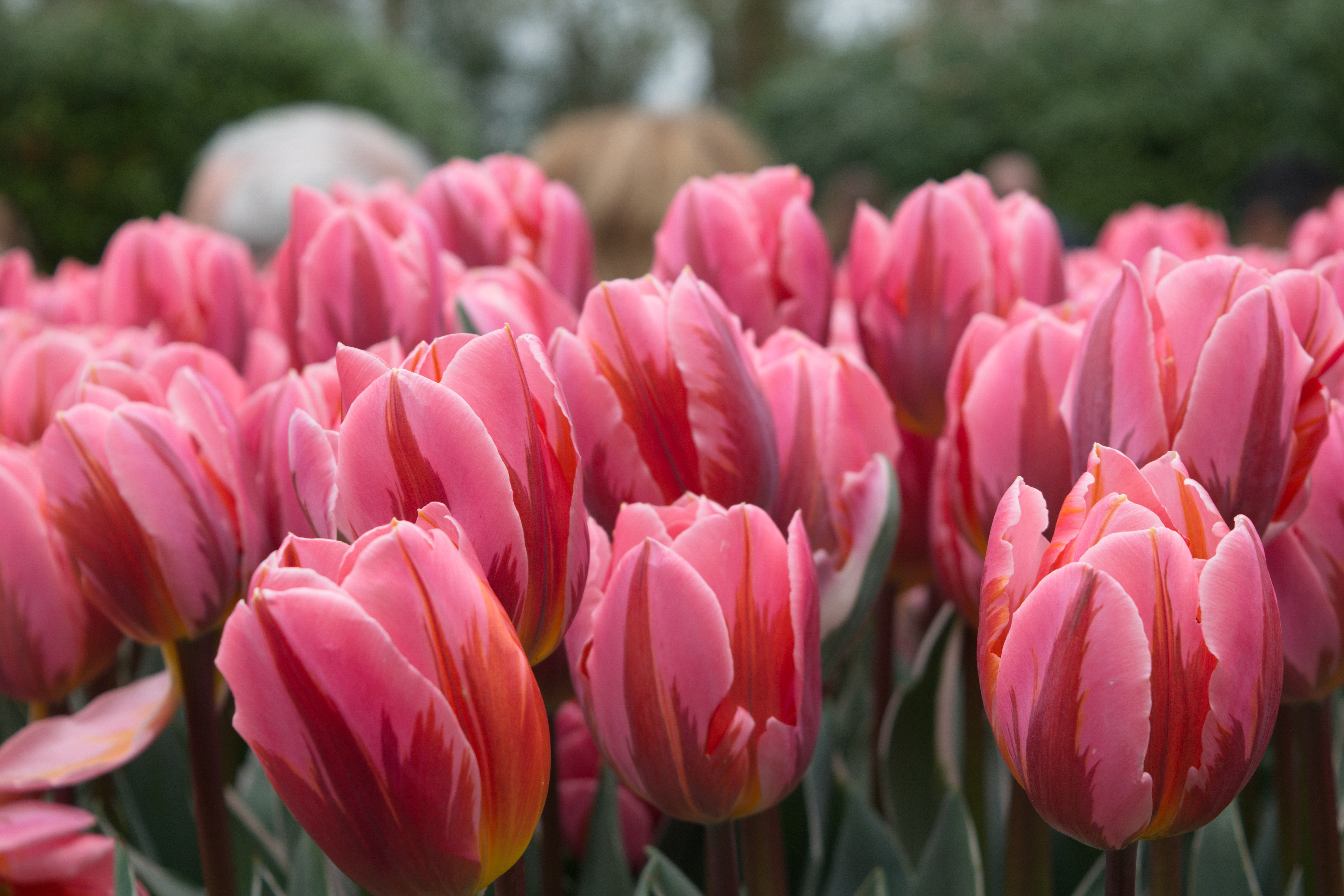
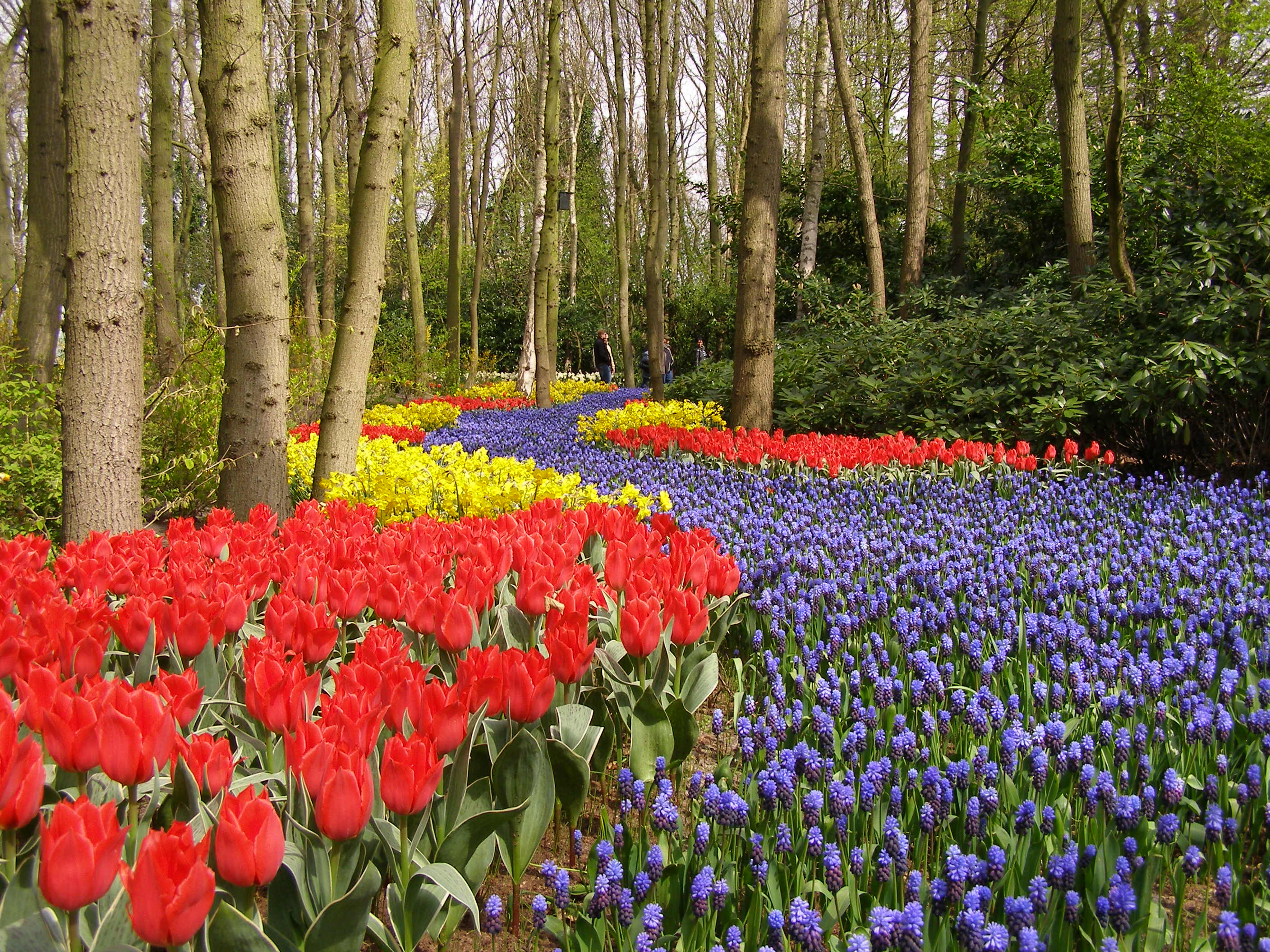
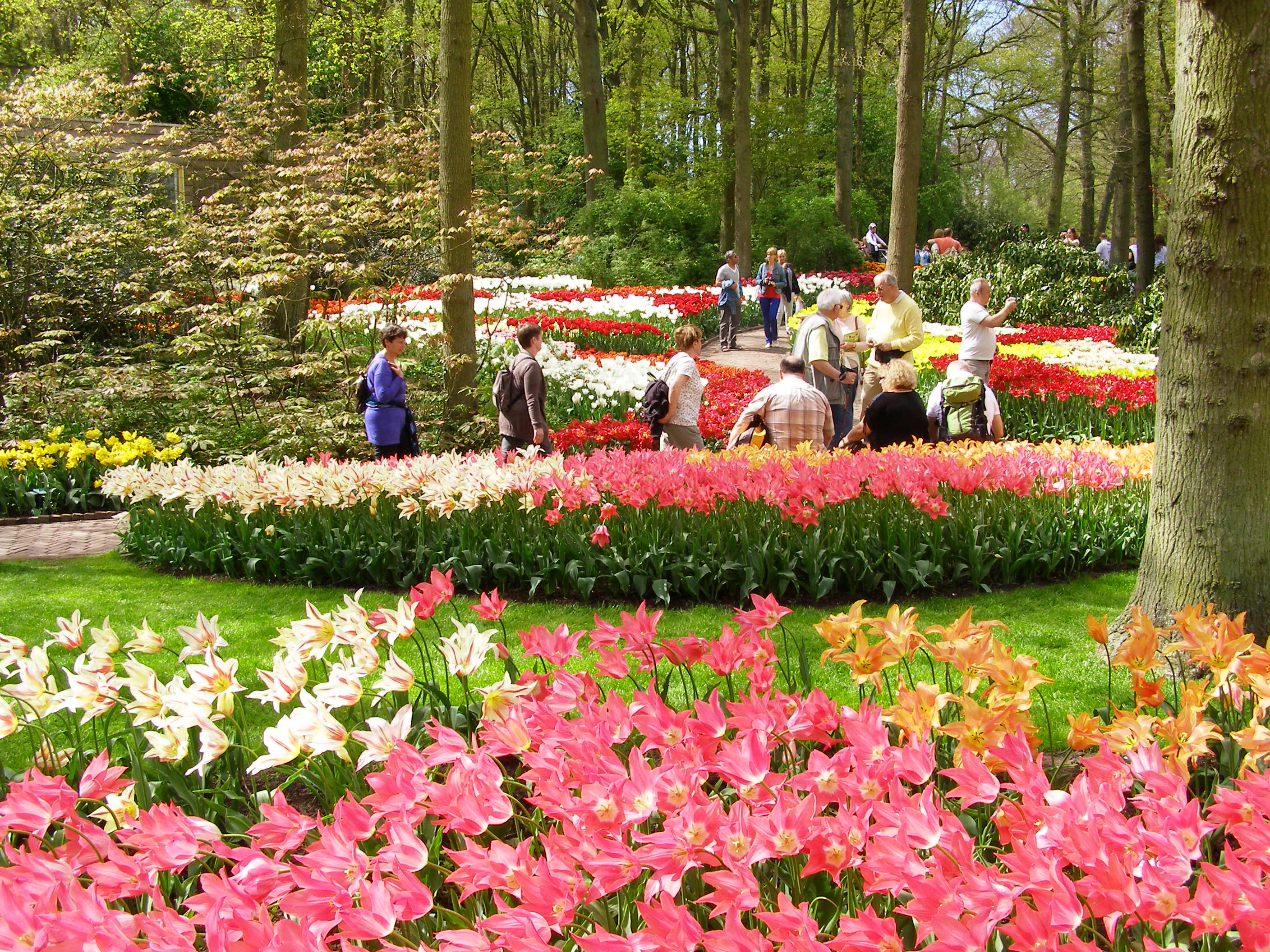
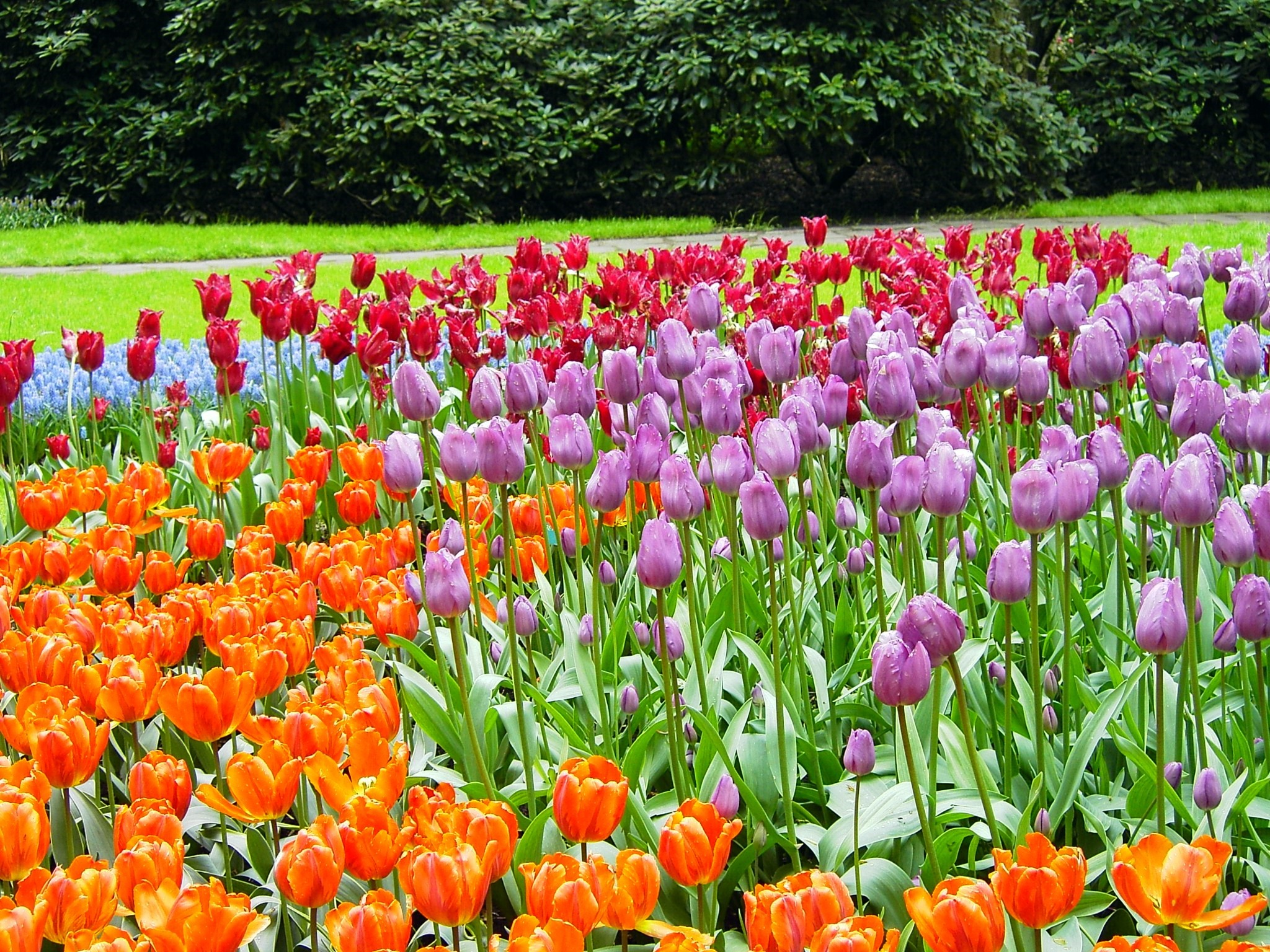
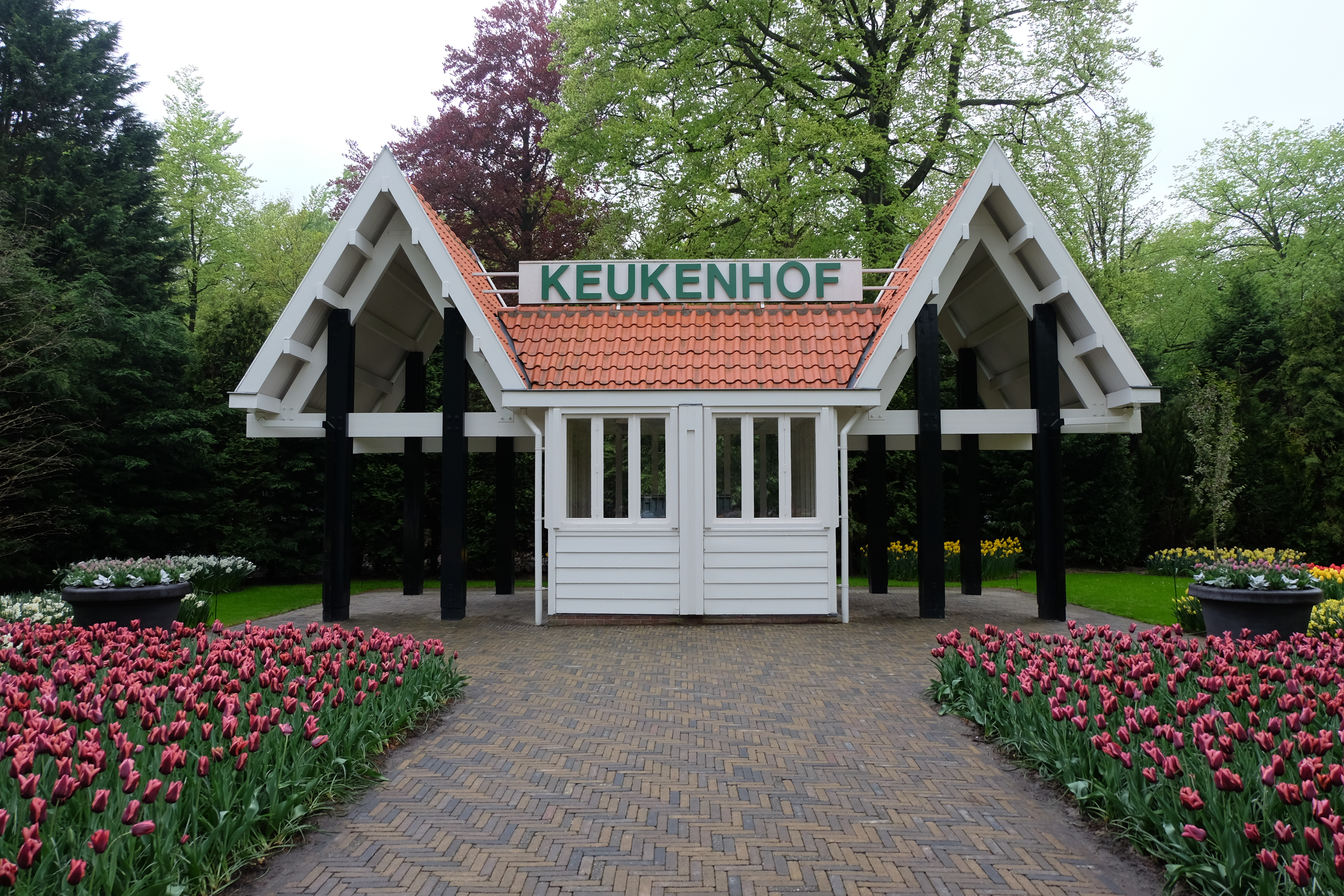
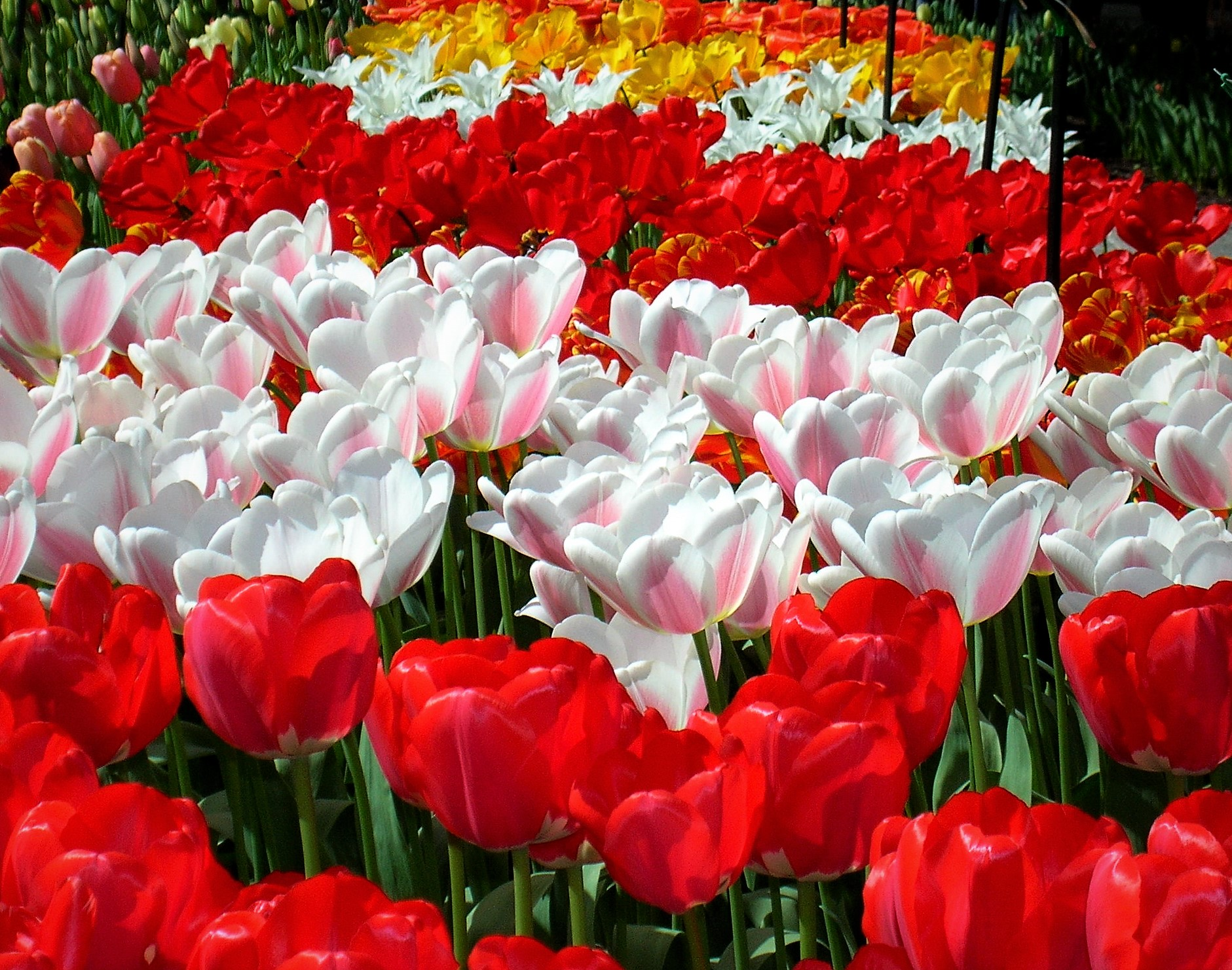
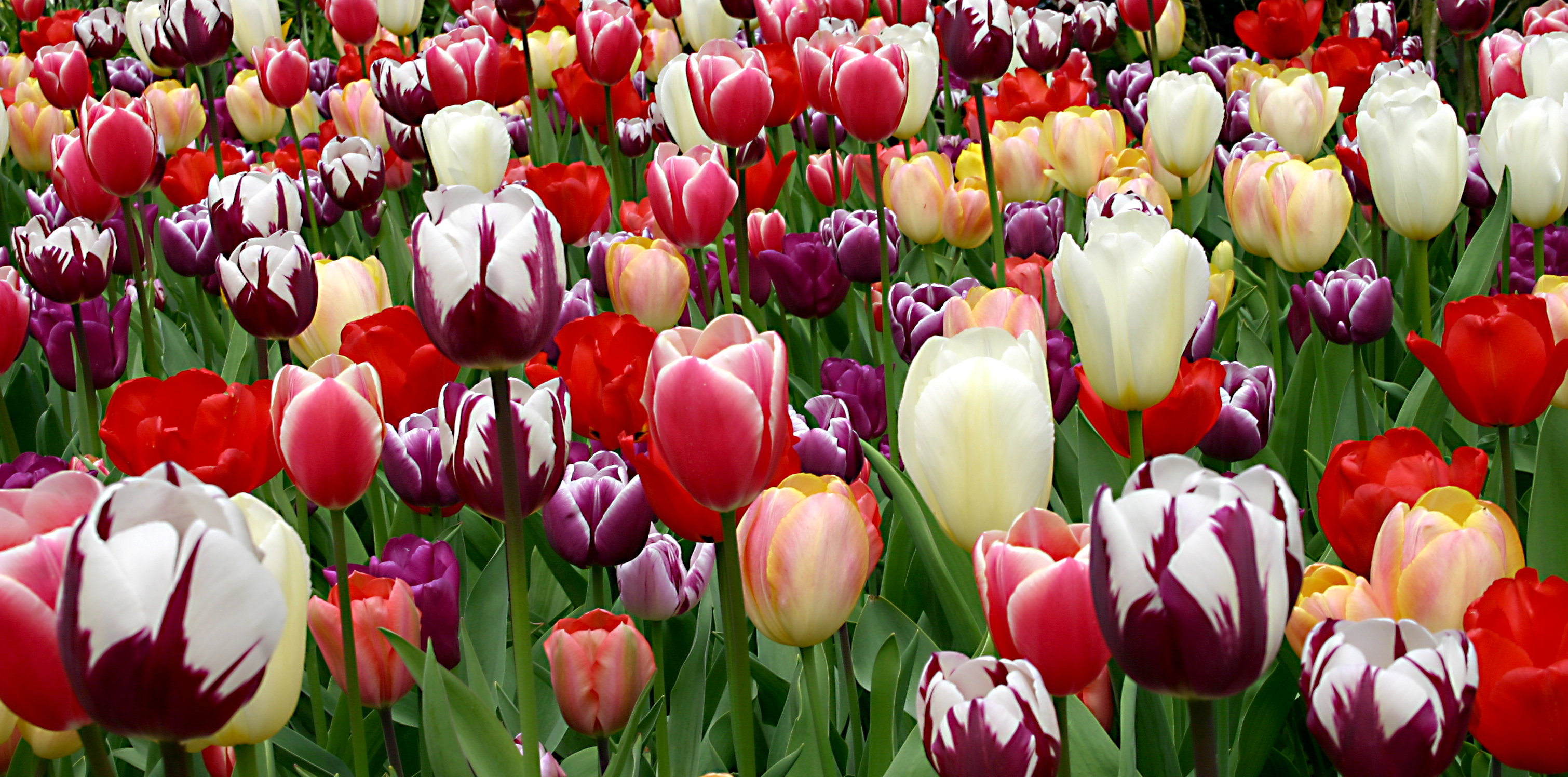
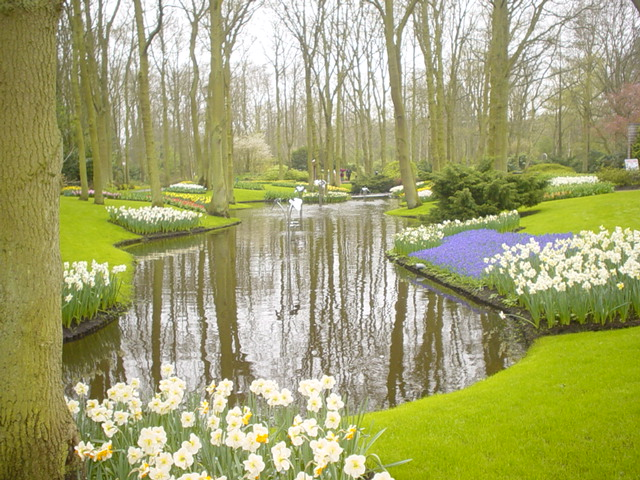
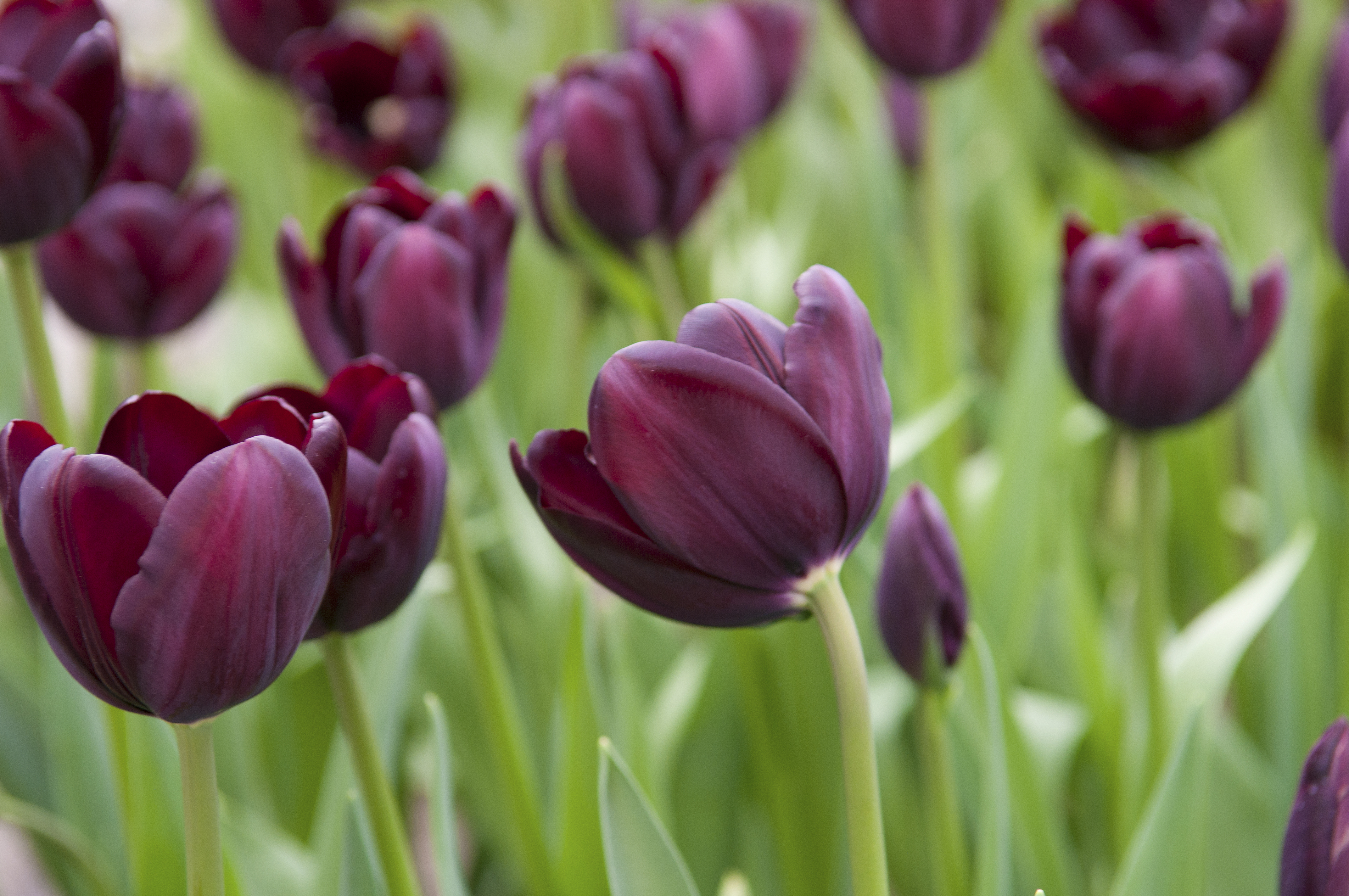
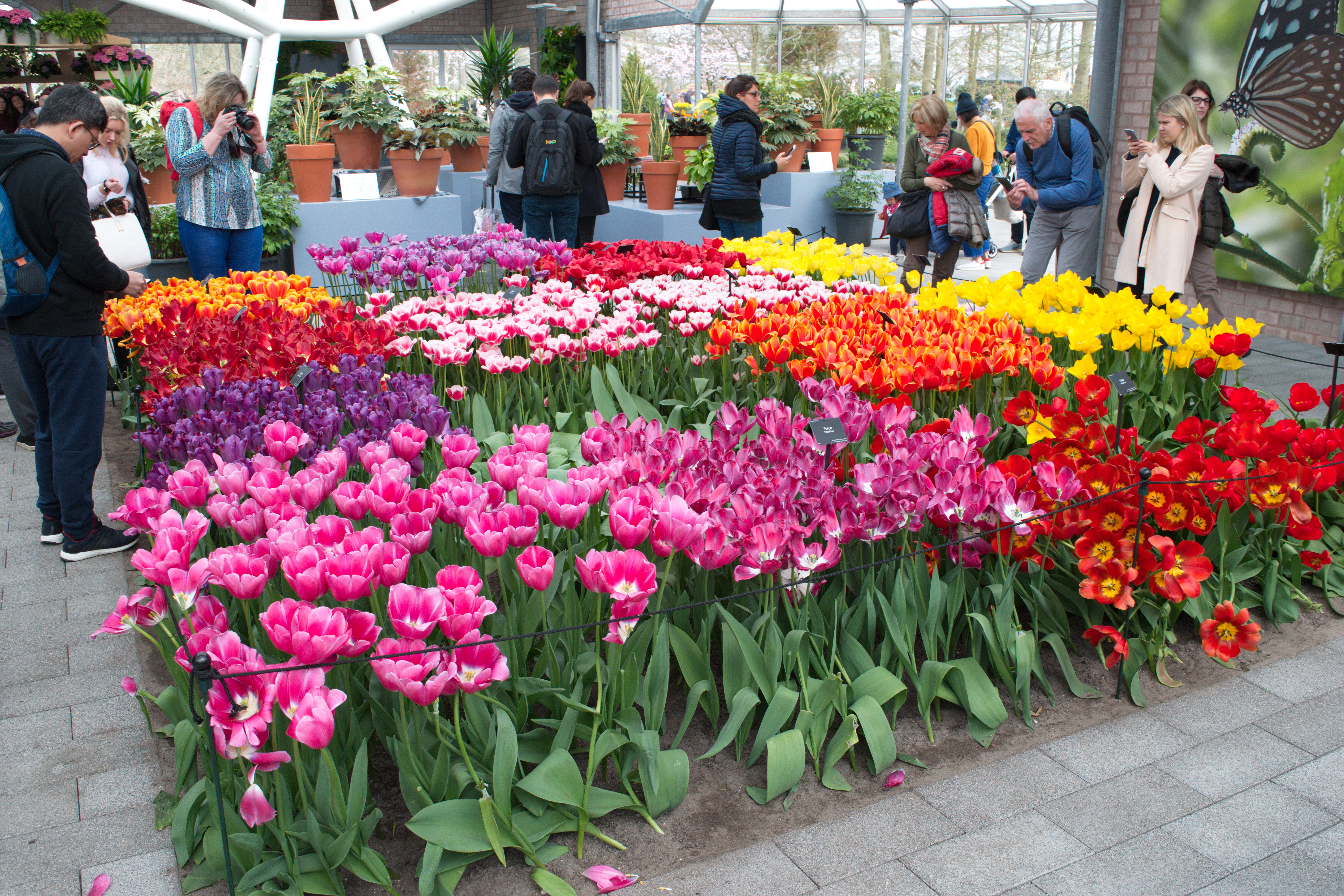
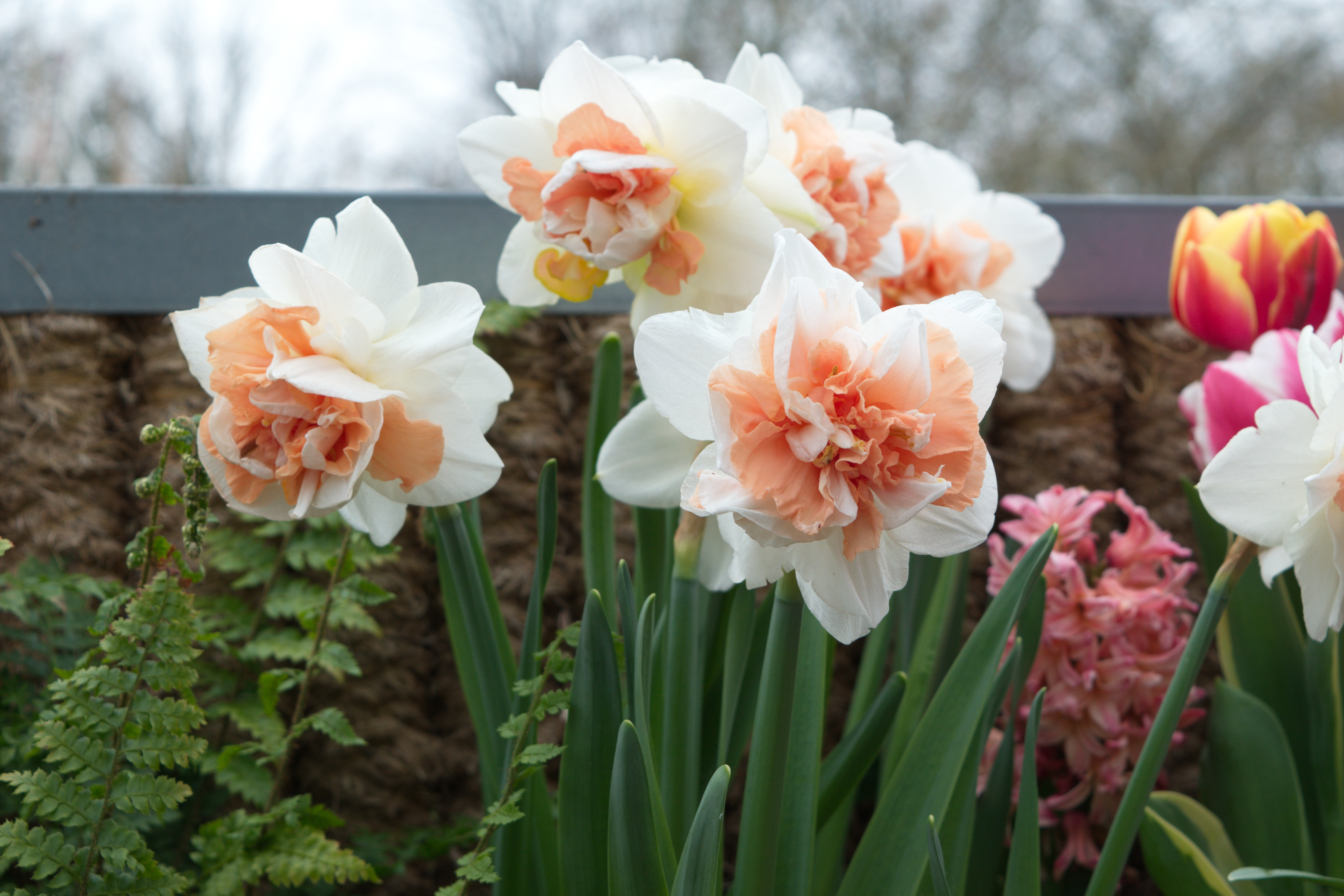
Нарциси
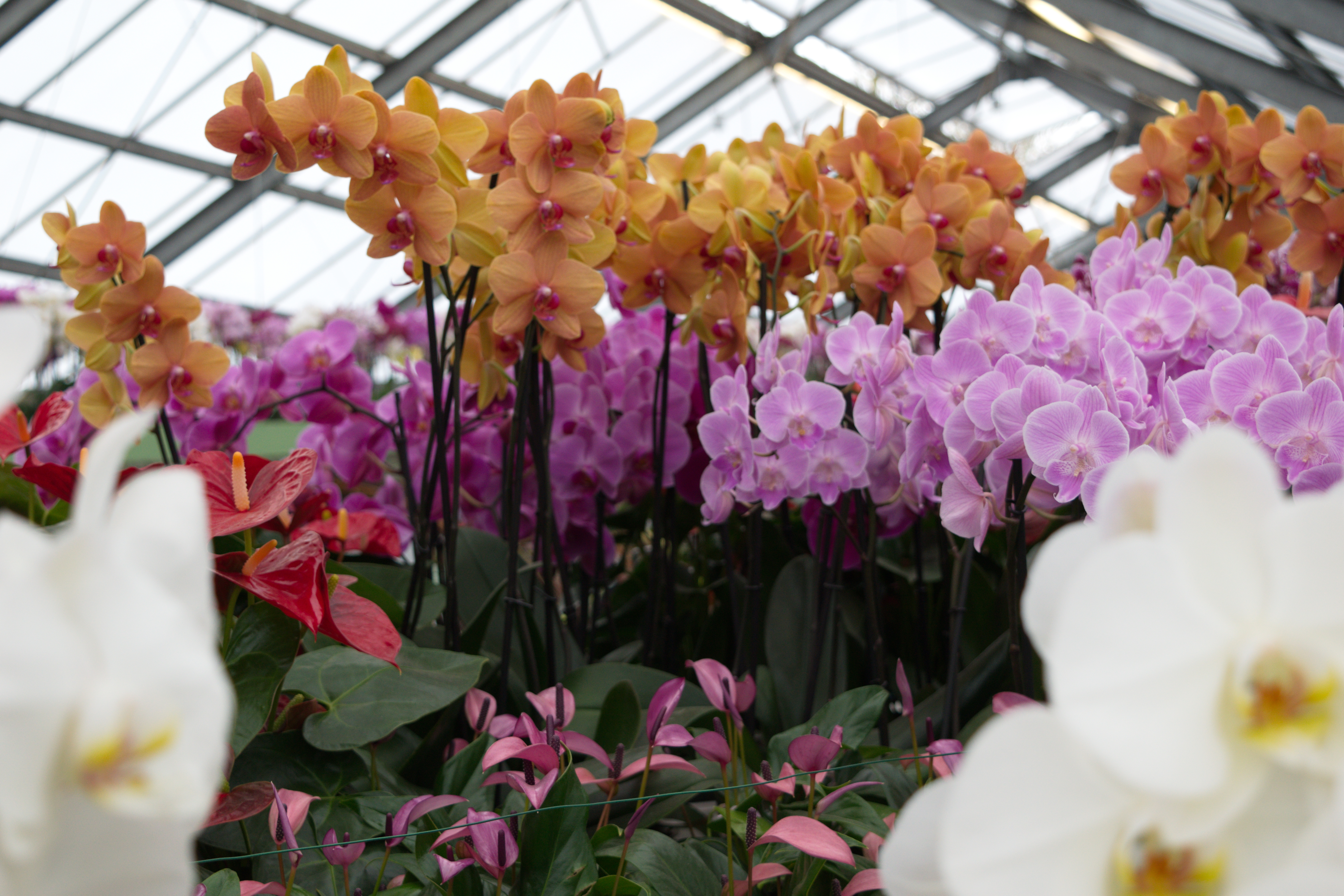
Орхідеї в теплиці
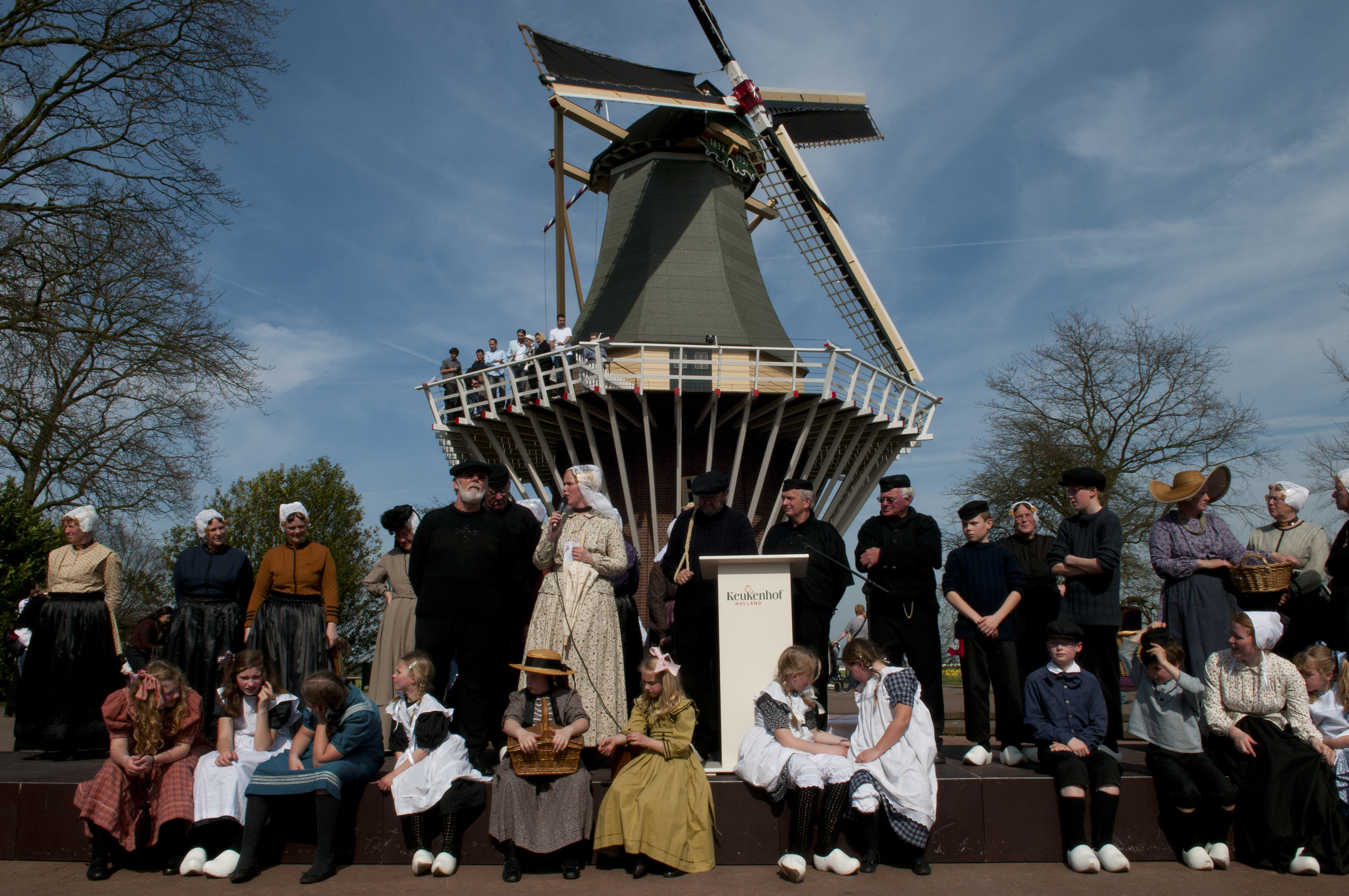
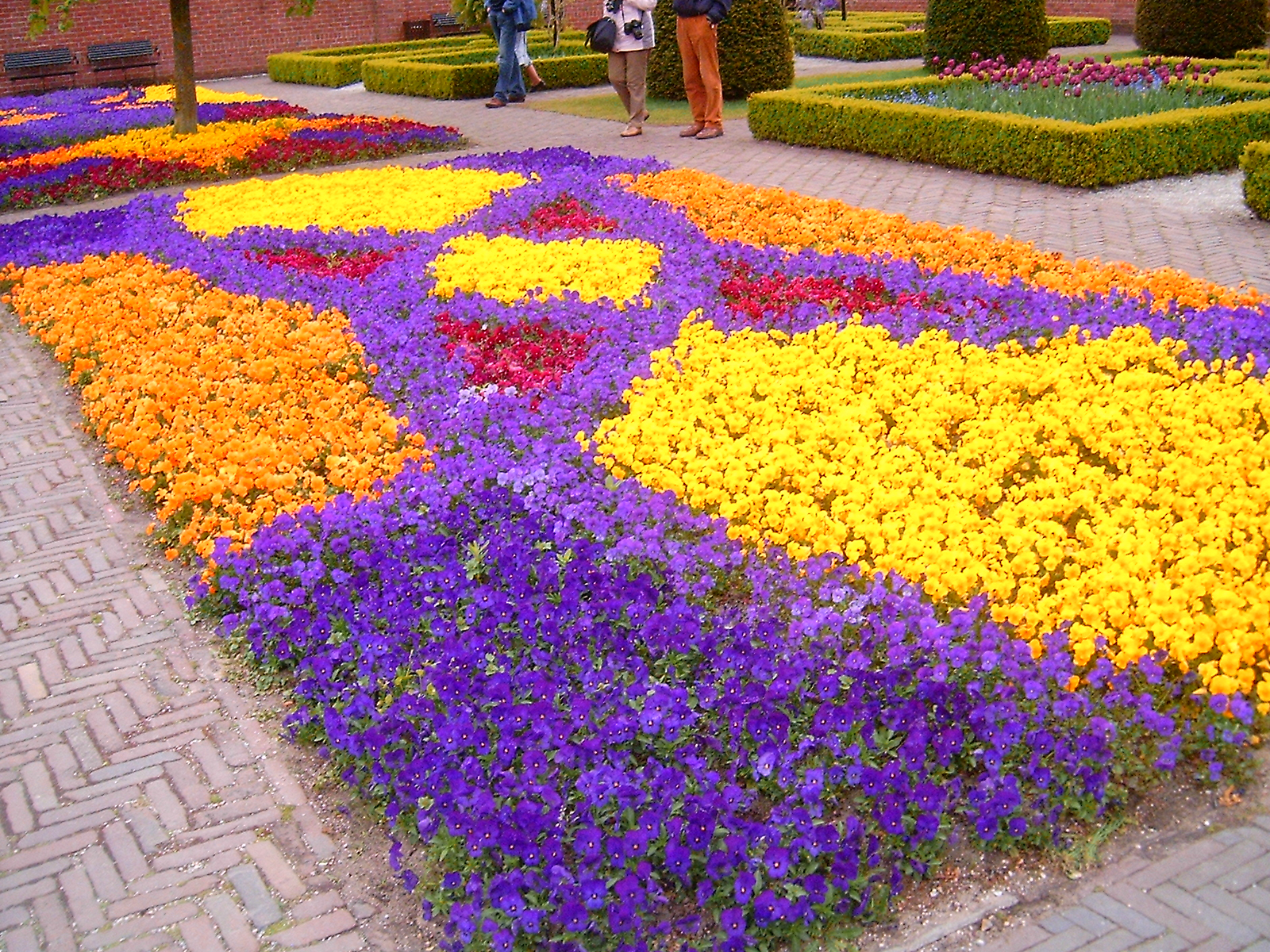